# Nick Cuti
Nick Cuti, pseudonyme de Nicola Cuti, né le 29 octobre 1944 à New York (État de New York) et mort le 21 février 2020 à Tampa (Floride), est un auteur de comics, un romancier et un scénariste de films américain.

## Biographie
Nicola Cuti naît le 29 octobre 1944. Il commence par travailler pour les studios de Ralph Bakshi. Certaines de ses histoires sont dans le même temps publiés par Warren Publishing. En 1968, il produit trois comics underground. Il est ensuite assistant de Wally Wood sur son comic book Heroes, Inc. Presents Cannon (en) et son comic strip Sally Forth. En 1972, il est engagé par Charlton Comics comme responsable éditorial. Il écrit là de nombreux scénarios dont ceux de son super-héros parodique E-Man (en). Il quitte Charlton en 1976 et retourne travailler chez Warren. Il collabore aussi à de nombreuses revues où sont publiés ses dessins. Dans les années 1980, il est chez DC Comics, responsable éditorial mais en 1986 il part pour la Californie afin d'y travailler sur des dessins animés. En 2003, il part pour la Floride et se met à écrire des scénarios pour des films indépendants. Il écrit aussi des romans dont l'héroïne Moonchild était déjà un personnage de ses comics dans les années 1960.

## Récompenses
En 2009, Nick Cuti est l'un des lauréats du prix Inkpot.

### Documentation
- (en) Steven Ringgenberg, « Nick Cuti 1944-2020 », sur The Comics Journal, 27 février 2020.